# Arthrosphaera heterostictica
Arthrosphaera heterostictica är en mångfotingart som först beskrevs av Newport 1844.  Arthrosphaera heterostictica ingår i släktet Arthrosphaera och familjen Sphaerotheriidae. Inga underarter finns listade i Catalogue of Life.